# Братчук Олександр Петрович
Олекса́ндр Петро́вич Братчу́к (нар. 14 грудня 1967, Жашків — 29 жовтня 2022, Павлівка, Волноваський район, Донецька область, Україна) — солдат Збройних сил України, військовослужбовець 72-ї окремої механізованої бригади імені Чорних Запорожців, учасник російсько-української війни.

## Життєпис
Народився 14 грудня 1967 року в місті Жашків Черкаської області.
Із 25 лютого 2022 року став на захист України від російського вторгнення, служив майстром — номером обслуги 2-ї мінометної батареї 1-го механізованого батальйону 72-ї окремої механізованої бригади імені Чорних Запорожців.
29 жовтня 2022 року під час наступу російської 155-ї бригади в районі населеного пункту Павлівка Донецької області, бувши на нульовій позиції, прийняв зі своєю бригадою весь удар на себе. Олександрові вдалося знешкодити 1 БМП, а при спробі знешкодити другу БМП був смертельно поранений. Внаслідок вибухів зазнав множинних осколкових поранень голови й живота.
З 29.10.2022 року вважався зниклим безвісти.
Похований 14 грудня 2022 року в місті Жашкові.
16 серпня 2023 року посмертно нагороджений орденом «За мужність» III ступеня.

## Нагороди
- орден «За мужність» III ступеня (2023, посмертно) — за особисту мужність, виявлену у захисті державного суверенітету та територіальної цілісності України, самовіддане виконання військового обов'язку.[2]
- нагрудний знак «За взірцевість у військовій службі» ІІІ ступеня (2022).